# Аллегория добродетели и порока (Веронезе)
«Аллегория добродетели и порока» (итал. Venere e Marte uniti da Amore) — картина итальянского художника эпохи Возрождения Паоло Веронезе, написанная им около 1565 года маслом на холсте. Её размеры составляют 219 на 170 см. Ныне картина хранится в Коллекции Фрика в Нью-Йорке (США). Это крупномасштабная аллегорическая картина изображает выбор Геркулеса между добродетелью и пороком, олицетворённые на этом полотне фигурами двух женщин, физически тянущих его в разные стороны.

## Композиция
В композиции картины может показаться, что Добродетель победила в борьбе за Геркулеса, но Порок порвал его чулок и все ещё тянет к нему свою руку. За юбкой Порока спрятаны кинжал и статуя Сфинкса. На каменной кладке над сценой (в верхнем левом углу картины) находится надпись, гласящая: «[HO]NOR ET VIRTUS/[P]OST MORTE FLORET» (честь и добродетель процветают после смерти). Аллегория картины состоит в передаче морального посыла о превосходстве добродетели над пороком.
Жанр аллегории контрастирует с известными картинами Веронезе, посвящёнными историческим и библейским сюжетам, такими как «Брак в Кане Галилейской». Эта работа, наряду с «Аллегорией мудрости и силы», также вошедшей в коллекцию Фрика, считается первой работой Веронезе в этом стиле.

## Провенанс
«Аллегория добродетели и порока» и «Аллегория мудрости и силы» путешествовали вместе с момента их создания, сменив многих именитых владельцев и коллекций. Из-за этого многие учёные высказывали предположение, что Веронезе создал их как парные картины. В 1970 году Эдгар Манхолл был первым учёным, который выдвинул гипотезу, что они были просто написаны в одно и то же время и не были парными. Исследование, проведённое специалистами в Метрополитен-музее в 2000-х годах, подтвердило эту идею.
С момента своего создания в Венеции эта картина успела побывать собственностью императора Священной Римской империи Рудольфа II, королевы Швеции Кристины, семьи Одескальки, частью знаменитой коллекции Филиппа II Орлеанского, а затем прошла через руки различных англичан и торговцев произведениями искусства, прежде чем оказалась в Коллекции Фрика, где хранится и поныне.